# ایگور یاکوفلف
ایگور یاکوفلف (روسی: Егор Константинович Яковлев؛ زادهٔ ۱۷ سپتامبر ۱۹۹۱) بازیکن هاکی روی یخ اهل روسیه است.
وی همچنین برندهٔ جوایزی همچون نشان دوستی شده‌است.